# Gouaram Mamphali
Gouaram V Mamphali  (né vers 828, mort moine en 882) est un prince de Djavakéti et de Samtskhé de la dynastie des Bagratides.

## Biographie
Troisième fils du prince Achot Ier d'Ibérie, il reçoit lors du partage qui suit la mort de ce dernier les terres de Djavakéti, de Trialéti, de Taschiri, d'Abotsi, de Samtskhé et de Schavschéti où il règne comme prince Gouaram V de 830 à 876/881. Après avoir abdiqué après le meurtre de son neveu le curopalate David Ier d'Ibérie par son fils Narsès, il se serait fait moine avant de mourir en 882.

## Mariage et descendance
Comme son frère Bagrat Ier d'Ibérie, il a épousé une fille de Smbat VIII Bagratouni dont :
- Narsès Ier, qui lui succède ;
- Achot, mort en 869 ;
- Ne, princesse qui épouse Adarnassé, prince Schavliani, puis Bagrat Ier d'Abkhazie.

## Sources
- Cyrille Toumanoff, Les dynasties de la Caucasie chrétienne de l'Antiquité jusqu'au XIXe siècle : Tables généalogiques et chronologiques, Rome, 1990, p. 129-130.